# Lena Urbaniak
Lena Urbaniak (ur. 31 października 1992) – niemiecka lekkoatletka, specjalizująca się w pchnięciu kulą.
Pierwszym międzynarodowym sukcesem kulomiotki było zdobycie, latem 2009, złotego medali mistrzostw świata juniorów młodszych. W 2010 była jedenasta na mistrzostwach świata juniorów, a w 2011 została mistrzynią Europy juniorek. W 2013 zdobyła brąz młodzieżowych mistrzostw Europy w Tampere. Ósma zawodniczka czempionatu Europy w Zurychu (2014). W 2015 zdobyła złoty medal uniwersjady. Rok później odpadła w eliminacjach mistrzostw Europy w Amsterdamie.
Złota medalistka mistrzostw Niemiec.
Rekordy życiowe: stadion – 18,00 (11 lipca 2015, Gwangju); hala – 18,32 (27 lutego 2016, Lipsk). 

## Osiągnięcia
| Rok  | Impreza                               | Miejsce          | Pozycja           | Wynik |
| ---- | ------------------------------------- | ---------------- | ----------------- | ----- |
| 2009 | Mistrzostwa świata juniorów młodszych | Tyrol Południowy | 1. miejsce        | 15,28 |
| 2010 | Mistrzostwa świata juniorów           | Moncton          | 11. miejsce       | 15,09 |
| 2011 | Mistrzostwa Europy juniorów           | Tallinn          | 1. miejsce        | 16,31 |
| 2013 | Młodzieżowe mistrzostwa Europy        | Tampere          | 3. miejsce        | 16,98 |
| 2014 | Mistrzostwa Europy                    | Zurych           | 8. miejsce        | 17,77 |
| 2015 | Zimowy puchar Europy w rzutach        | Leiria           | 6. miejsce        | 16,69 |
| 2015 | Halowe mistrzostwa Europy             | Praga            | el. – 11. miejsce | 16,49 |
| 2015 | Uniwersjada                           | Gwangju          | 1. miejsce        | 18,00 |
| 2016 | Halowe mistrzostwa świata             | Portland         | 7. miejsce        | 17,91 |
| 2016 | Mistrzostwa Europy                    | Amsterdam        | el. – 13. miejsce | 16,83 |
| 2016 | Igrzyska olimpijskie                  | Rio de Janeiro   | el. – 30. miejsce | 16,62 |